# BV-1275
La carretera BV-1275 és una carretera que discorre pels termes municipals de Matadepera i Terrassa, de la comarca del Vallès Occidental. A la primera població rep el nom popular de carretera de Terrassa, i a la segona, carretera de Matadepera o brancal de Matadepera, nom que s'estén també a la BV-1221.
Arrenca de la carretera BV-1221 passat el punt quilomètric 2, dins del terme municipal de Terrassa, al nord d'aquesta ciutat i al sud-oest de la població de Matadepera, des d'on en un curt recorregut bastant recte cap al nord-est finalitza al bell mig de Matadepera en 1,2 quilòmetres.